# Globalizacja
Globalizacja – ogół procesów prowadzących do coraz większej współzależności i integracji państw, społeczeństw, gospodarek i kultur, czego efektem jest tworzenie się „jednego świata”, światowego społeczeństwa; zanikanie kategorii państwa narodowego; kurczenie się przestrzeni społecznej i wzrost tempa interakcji poprzez wykorzystanie technologii informacyjnych oraz wzrost znaczenia organizacji ponad- i międzynarodowych, w szczególności ponadnarodowych korporacji. Geneza tego procesu lokowana jest w epoce odkryć geograficznych, dokonywanych przez Europejczyków od XV wieku, a rozpatrywany w nauce jest on dopiero od lat 80. XX wieku, mimo że kwestia tworzenia porządku ponadnarodowego podejmowana była już na początku wieku XIX. Globalizacja jako realne zjawisko przez część naukowców jest postrzegana sceptycznie. Jest ona również postrzegana jako zjawisko powodujące wzrost nowych, nieprzewidywalnych form ryzyka oraz wzrost nierówności społecznych w skali globu czy też w skali poszczególnych społeczeństw. Skutki tych procesów nie są do końca rozpoznane, mogą prowadzić zarówno do większej homogenizacji kultury, jak i do jej kreolizacji i zwiększenia różnorodności kulturowej.

## Etapy procesu globalizacji

Kolonizacja świata od czasu wielkich odkryć geograficznych w XVI wieku

Pierwszy, Drugi i Trzeci Świat w epoce zimnej wojny. Rozpad tego podziału spowodował przyspieszenie procesów globalizacji

Proces globalizacji rozpoczął się od wielkich odkryć geograficznych, którym towarzyszyła rewolucja w komunikacji społecznej dzięki wynalezieniu czcionki i później prasy drukarskiej, przez co czas dyfuzji kulturowej mógł ulec skróceniu. Ta pierwsza fala globalizacji łączyła się z kolonizacją nowych terenów i często z niszczeniem lokalnych kultur. W XVI w. także Immanuel Wallerstein osadza początek systemu światowego, ponieważ wówczas pojawia się kapitalizm, doprowadzający do tego, że państwo jako instytucja regulująca ekonomię ustępuje rynkowi. Liberalizacja prowadziła do rosnącej specjalizacji poszczególnych państw w produkcji towarów eksportowych oraz do nacisku na zniesienie innych barier handlowych.
Druga fala globalizacji zaczęła się w XIX wieku, w którym charakterystyczne były: rewolucja przemysłowa, umacnianie się części państw europejskich oraz kolonizowanie przez nie kontynentów afrykańskiego i azjatyckiego wraz z obszarem Pacyfiku. Teoretyczne podstawy dali jej David Ricardo w swojej pracy o przewadze porównawczej oraz Jean-Baptiste Say swoim prawem ogólnej równowagi. Argumentowano, że narody mogą skutecznie ze sobą handlować, a wszelkie chwilowe zakłócenia w popycie lub podaży automatycznie się skorygują bez ingerencji z zewnątrz. Złoty wiek drugiej fali globalizacji rozpoczął się w głównych państwach uprzemysłowionych pomiędzy 1850 a 1880 rokiem, jakkolwiek kiedy dokładnie poszczególne państwa wkroczyły w ten okres rozwoju pozostaje kwestią sporną. Siła robocza i kapitał skoncentrowane były w państwach najbardziej rozwiniętych. Ten etap zakończył się po II wojnie światowej, gdy rozmontowany został kolonializm, a w jego miejsce pojawiła się epoka zimnej wojny.
Trzeci etap globalizacji rozpoczął się po II wojnie światowej, początkowo pod auspicjami GATT, co doprowadziło do serii porozumień w celu usunięcia ograniczeń wolnego handlu. Runda „urugwajska” doprowadziła do stworzenia Światowej Organizacji Handlu, której celem jest pośrednictwo w sporach handlowych pomiędzy państwami. Inne dwustronne porozumienia handlowe, włączając w to traktat z Maastricht oraz Północnoamerykańskie Porozumienie Wolnego Handlu, zostały zawarte w celu redukcji ceł i barier handlowych. W tym okresie ruchliwość siły roboczej została ograniczona przy zwiększeniu ruchliwości kapitału. Zniesienie barier dla przepływu kapitału i siły roboczej nastąpiło po upadku ZSRR oraz bloku wschodniego. W latach 90. XX wieku nastąpiło przyspieszenie procesów globalizacji, czemu sprzyjały także rozwijanie się sieci Internet oraz pojawienie się gospodarki opartej na wiedzy. Kolejnymi czynnikami powodującymi intensyfikację globalizacji były rozwinięcie się organizacji międzynarodowych, mających wpływ na funkcjonowanie państw (ONZ, Unia Europejska) oraz rozwój organizacji pozarządowych (Amnesty International, WWF).

## Koncepcje globalizacji
W 1960 roku Marshall McLuhan wprowadził do teorii kultury oraz mediów pojęcie globalnej wioski, aby zilustrować „kurczenie się” świata w wyniku wprowadzania nowych technologii komunikacyjnych. Pojęcie globalizacji znalazło się już w słowniku Webstera (Webster’s Third New International Dictionary of the English Language Unabridged) w 1961 roku; wcześniej używany był termin „globalny” o ekologicznych i społeczno-ekonomicznych konotacjach. Ponieważ termin ten ma wiele znaczeń, różne też są podejścia do jego historii. W ujęciu ekonomii i ekonomii politycznej historia globalizacji to historia narastającej wymiany handlowej pomiędzy państwami, opartej na stabilnych podstawach instytucjonalnych, które pozwalają jednostkom i firmom w różnych krajach wymieniać pomiędzy sobą towary i usługi.

### Klasyczne ujęcia globalizacji
W ujęciu klasycznym do problemu globalizacji podchodzono krytycznie, głównie wychodząc z założeń marksistowskich:
- W koncepcji imperializmu, rozwiniętej przez Włodzimierza Lenina, działania o charakterze ekspansji miały na celu zdobywanie taniej siły roboczej, surowców i rynków zbytu, przez co walka klas ma wymiar globalny, powodując rosnące nierówności między krajami bogatymi i biednymi.
- W teorii zależności sformułowanej przez Raula Prebischa zakładano podział świata na bogate centrum i biedne peryferia, przy czym odnoszono ją głównie do sytuacji zależności Ameryki Łacińskiej od USA i międzynarodowych korporacji, co w wariancie „pesymistycznym” koncepcji prowadzi do utrwalenia zależności poprzez udziały w zyskach lokalnych elit, a w wariancie optymistycznym, znanym jako teoria zależnego rozwoju prowadzi do akumulacji kapitału i rozwoju przedsiębiorczości w krajach zależnych oraz do wykształcania się klasy średniej.
- W teorii systemów-światów w wyniku przyspieszenia rozwoju systemu kapitalistycznego dochodzi do hierarchizacji społeczeństwa globalnego i wytworzenia centrum, półperyferii (semi-peryferii) i obszarów peryferyjnych oraz asymetrii rozwoju. Dystans między bogatymi a biednymi się powiększał, a tylko nieliczne z biedniejszych społeczeństw zyskały na handlu międzynarodowym, co wzmogło krytykę Światowej Organizacji Handlu, jako promotora globalizacji gospodarki i doprowadziło do pojawienia się ruchu antyglobalistycznego[18].

### Typologia Rolanda Robertsona
Ponieważ procesy globalizacyjne wpłynęły na świadomość społeczną, wytwarzać zaczęły się pewne wizje globalizacji, które zwrotnie na procesy globalizacyjne oddziałują. Roland Robertson przedstawił 4 typy wizji globalizacji:
- Globalna Gemeinschaft I – jest to wizja niezależnych od siebie wspólnot, unikalnych lub hierarchicznie sobie podległych, co przejawia się w postaci antyglobalizmu lub ruchów fundamentalistycznych.
- Globalna Gemeinschaft II – wizja jednej globalnej wioski, widoczna w ruchach ekumenicznych, pacyfistycznych czy ekologicznych.
- Globalna Gesellschaft I – wizja suwerennych, hierarchicznie podporządkowanych lub równoprawnych państw, otwartych wzajemnie na siebie.
- Globalna Gesellschaft II – wizja unifikacji państw i powstanie rządu światowego.

### Sceptycy i hiperglobaliści
W ujęciu sceptyków gospodarka międzynarodowa nie jest do takiego stopnia zintegrowana, by można ją określać mianem gospodarki globalnej. Następuje jej regionalizacja, a rządy narodowe odgrywają kluczowe role w regulacji gospodarki. Hiperglobaliści podkreślają z kolei, że państwa tracą kontrolę nad własnymi gospodarkami, w konsekwencji obywatele tracą zaufanie wobec rządów, które podlegają coraz bardziej międzynarodowym organizacjom. Odmiennym stanowiskiem jest założenie, że państwa ulegają restrukturyzacji i są zmuszone do czynnej postawy wobec ciągle zmieniającej się rzeczywistości.

### Homogenizacja i heterogenizacja
Przez część autorów, zajmujących się procesami globalizacji, ujmowane są one jako dążące do integracji ekonomicznej i homogenizacji kulturowej, głównie pod wpływem dominacji społeczeństw zachodnich, przy założeniu negującym wpływ indywidualnych podmiotów i struktur lokalnych na te procesy. Przeciwstawne podejście zakłada, że następuje hybrydyzacja, możliwa dzięki autonomii kultury wobec ekonomii i polityki. Natomiast koncepcją godzącą te dwa przeciwstawne stanowiska jest ujęcie Robertsona, znane jako glokalizacja, co oznacza tworzenie się lokalności w odniesieniu do globalnej kultury.

## Główne wymiary globalizacji
Wyróżnić można cztery główne wymiary globalizacji: techniczny, gospodarczy, społeczno-kulturowy i polityczny.

### Wymiar gospodarczy

Logo Mitsubishi. Roczne przychody tego przedsiębiorstwa pod koniec XX wieku były większe od PKB Polski

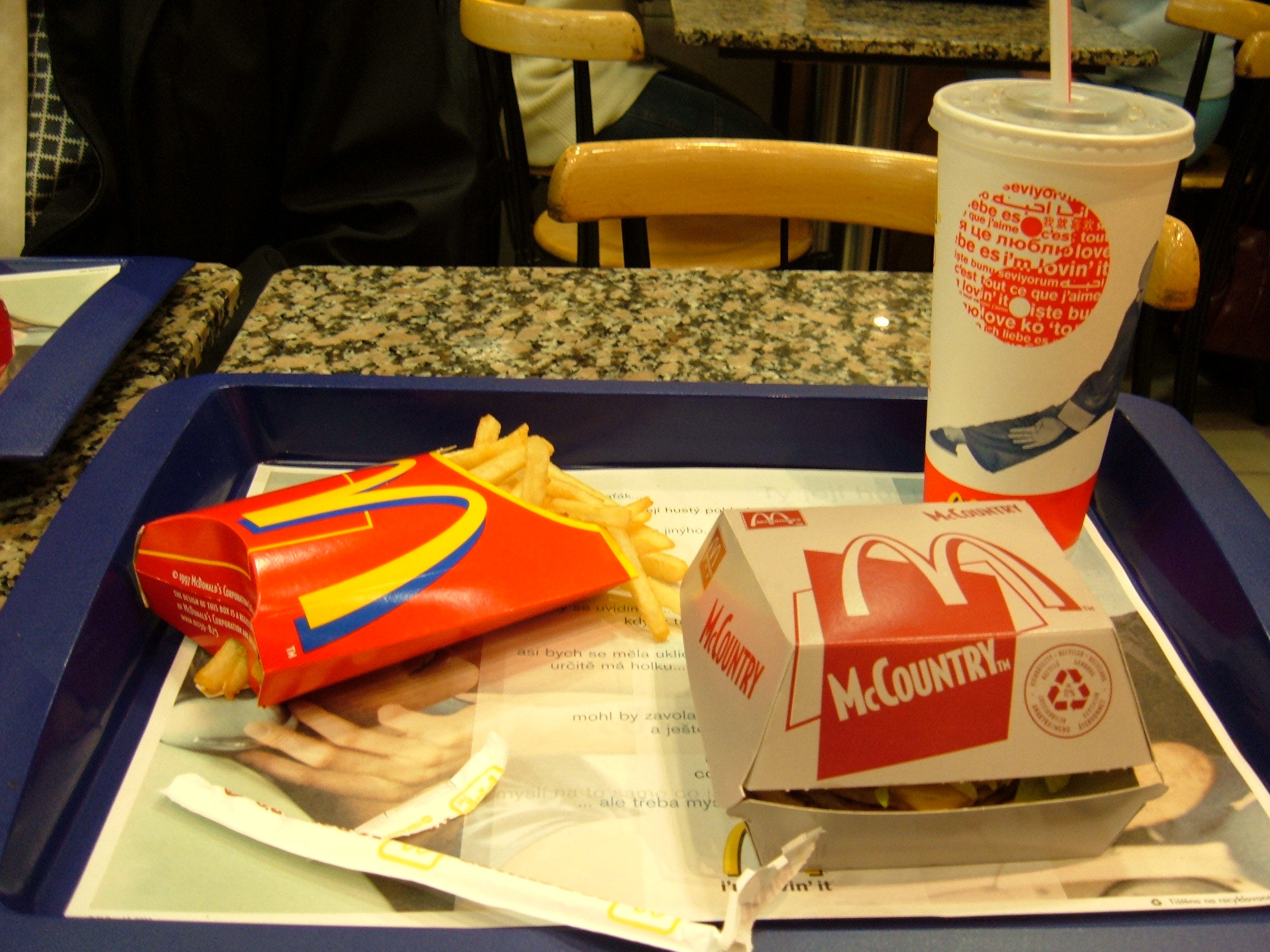
Zarówno produkty sieci McDonald’s stają się uniwersalne, jak i samo społeczeństwo podlega makdonaldyzacji

Członkami Światowej Organizacji Handlu jest większość państw świata, ale tylko nieliczne mają wpływ na jej funkcjonowanie. Na zielono państwa-członkowie WTO, na niebiesko państwa-obserwatorzy

Globalizacja w wymiarze gospodarczym polega w głównej mierze na ujednoliceniu rynków i obracanych na nich różnorodnych towarów. Powoduje to zniesienie większości barier występujących w handlu międzynarodowym, przez co w założeniu firmy z Azji czy Ameryki Południowej mogą konkurować swoimi towarami na rynkach europejskich, czy amerykańskich. W centrum globalizacji gospodarki nie znajdują się jednak lokalne firmy, a ponadnarodowe korporacje, które swoje siedziby mają w zamożnych państwach północnej części świata. Pod względem gospodarczym korporacje są silniejsze od większości państw. Poza tym w sferze gospodarki kryzysy finansowe w jednej części świata powodują, że są one odczuwane globalnie.

### Wymiar społeczno-kulturowy
Globalizacja w wymiarze społeczno-kulturowym jest rezultatem rozwoju masowej turystyki, wzmożonych migracji, komercjalizacji produktów kulturowych oraz rozprzestrzeniania się ideologii konsumeryzmu. Do jej rozwoju przyczyniają się również działania marketingowe międzynarodowych korporacji oraz rozwój masowych środków komunikacji. W tym kontekście często wspomina się również o makdonaldyzacji społeczeństwa, amerykanizacji czy konsumpcjonizmie. Globalizacja na nowo zdefiniowała dotychczasowe postrzeganie tożsamości. Tożsamość podlega zmianom, będącymi wynikiem otwartości społeczeństwa na nowe doświadczenia, dyfuzji elementów kulturowych w wyniku procesów globalizacyjnych. Tożsamość narodowa ustępuje wobec identyfikacji ze społeczeństwem globalnym. Przeciwwagą dla takich zachowań jest spowodowany globalizacją powrót do korzeni kultur lokalnych. Ulf Hannerz zakłada 4 scenariusze rozwoju kulturowej uniformizacji:
- wariant globalnej homogenizacji – zanikają kultury lokalne, replikując wzory zachodniej kultury dominującej;
- wariant nasycenia kulturowego – powyższy proces zachodzi powoli, przez kilka pokoleń stopniowo eliminowane są lokalne wzorce kulturowe;
- wariant deformacji kulturowej – w procesie dyfuzji, kultura zachodnia jest przyjmowana po uprzednim przefiltrowaniu, w wyniku czego przyjmowane są wartości niższego poziomu oraz dostosowanie zachodnich wzorców do lokalnych tradycji;
- wariant amalgamacji kulturowej – kultura zachodnia jest wzbogacana o elementy kultury peryferii, a te przyjmują kulturę centrum selektywnie, dzięki dokonywaniu jej interpretacji przez lokalnych twórców kultury[10].

### Wymiar polityczny
W wyniku procesu globalizacji politycznej powstały takie organizacje międzynarodowe jak: Bank Światowy, Międzynarodowy Fundusz Walutowy czy Światowa Organizacja Handlu. Organizacje te wpływają na gospodarkę światową, a przez to ograniczają niezależność państw narodowych. W tym kontekście często wymienia się również Unię Europejską. Powstały także inne unie kontynentalne: Unia Afrykańska (UA), Unia Narodów Południowoamerykańskich (UNASUR). Duże ubogie niegdyś państwa stają się podmiotami znaczącymi coraz więcej na arenie międzynarodowej – głównie Chiny, Indie, Brazylia. Istotnym wymiarem globalizacji jest system organizacji pozarządowych wypełniający funkcje uzupełniające i wyręczające instytucje państwa opiekuńczego.

## Konsekwencje globalizacji

### Społeczeństwo ryzyka
Ze względu na brak wiedzy specjalistycznej jednostka opiera się na analizach profesjonalistów co do oceny ryzyka, jednakże ich opinie nie muszą mieć pokrycia w rzeczywistości. Dodatkowo państwa nie mogą często zagwarantować bezpieczeństwa obywatelom i o własne ubezpieczenie podejmowanych decyzji muszą troszczyć się sami. W ten sposób kształtuje się nowa wizja społeczeństwa jako społeczeństwa ryzyka. To ryzyko dotyczy nie tylko kwestii ekonomicznych, jak stabilność pracy, ale również zdrowia i środowiska naturalnego człowieka i dotyczy wszystkich klas społecznych.

### Nierówności społeczne
W globalizującym się świecie występują nie tylko nierówności społeczne w obrębie poszczególnych społeczeństw, ale także w wymiarze globalnym.
- Ze względu na to, że państwa oceniają nierówności wewnętrznie, ignorowany jest problem nierówności globalnej.
- Ponieważ z globalnego punktu widzenia występują obiektywne różnice w dochodach członków różnych społeczeństw, przy ich porównywaniu dominuje spojrzenie globalne, a nie perspektywa członków danego społeczeństwa.
- Ponieważ przerzucanie ryzyka na kraje słabsze jest korzystne dla obywateli państw narodowych, powoduje to wzmocnienie władzy, która za takim zachowaniem się opowiada, a w konsekwencji działanie odwrotne do wyrównywania nierówności w perspektywie globalnej.
- Istnienie nierówności między konkretnymi kategoriami ludzi nie może wpływać na naruszanie statusów obywatelskich[29].

Nierówności społeczne w wymiarze globalnym także się powiększają. Światowa organizacja Handlu zdominowana jest przez Stany Zjednoczone, a przedstawiciele krajów ubogich mają ograniczony wpływ na funkcjonowanie tej organizacji. Pod koniec XX wieku najbiedniejsze 20% ludności świata miało dochody ponad 70 razy mniejsze od 20% najbogatszej części globu.